# Karl Kuhlwein von Rathenow
Karl Elias Reinhold Kuhlwein, ab 1865 Kuhlwein von Rathenow (* 12. Januar 1832 in Biberteich, Kreis Weststernberg; † 18. Oktober 1907 in Fürstenwalde/Spree) war ein preußischer Generalleutnant.

## Leben

### Herkunft
Karl Kuhlwein der gleichnamige Sohn des Gutsbesitzers und Herrn auf Biberteich, Beelitz, Schönwalde und Klein-Louisa Karl Kuhlwein (1786–1833) und dessen Ehefrau Auguste, geborene von Kalckreuth (1794–1881) aus dem Hause Arensdorff. Nachdem der Vater an der Cholera gestorben war, übernahm seine Mutter den Besitz und verheiratete sich am 9. März 1835 mit dem preußischen Oberstleutnant und Gutsbesitzer Wilhelm von Rathenow (1783–1855). Auf Antrag der Mutter wurde Karl gemeinsam mit seinem älteren Bruder Georg (1830–1900) mit der Namensvereinigung „Kuhlwein von Rathenow“ am 30. August 1865 zu Baden-Baden in den erblichen preußischen Adelsstand erhoben.

### Militärkarriere
Kuhlwein besuchte das Kadettenkorps und trat am 27. April 1859 als Husar in das 2. Husaren-Regiment (2. Leib-Husaren-Regiment) der Preußischen Armee ein. Bis Ende Juli 1852 avancierte er zum Sekondeleutnant und diente vom 1. Dezember 1855 bis zum 16. Juni 1859 als Regimentsadjutant. Ende Mai 1859 zum Premierleutnant aufgestiegen, war Kuhlwein für die Dauer der Mobilmachung anlässlich des Sardinischen Krieges Führer der mobilen 3. Eskadron. In der gleichen Position wurde er am 18. August 1859 zum 2. Landwehr-Husaren-Regiment kommandiert. Vom 1. Juli 1860 bis zum 25. Juni 1864 schloss sich eine Kommandierung nach Glogau als Adjutant der 9. Division an. Anlässlich des mobilen Verhältnisses aufgrund des Krieges gegen Dänemark war Kuhlwein vom 2. Juli bis zum 21. November 1864 Führer der 1. Eskadron, welche die Grenze zu Russland sicherte. Anschließend war er bis 1866 als Führer der 1. Eskadron wieder zur Dienstleistung beim 2. Landwehr-Husaren-Regiment kommandiert. Am 4. April 1866 wurde Kuhlwein unter Beförderung zum Rittmeister Chef der 3. Eskadron seines Stammregiments.
Während des Krieges gegen Österreich befand Kuhlwein sich vom 10. Mai bis zum 21. September 1866 wieder beim 2. Landwehr-Husaren-Regiment, dass der 12. Kavallerie-Brigade unterstellt und damit Teil der Reservekavallerie der 2. Armee war. Er erhielt für sein Wirken den Roten Adlerorden IV. Klasse mit Schwertern.
Unter Versetzung in das 1. Leib-Husaren-Regiment Nr. 1 folgte am 10. Oktober 1868 seine Kommandierung als Adjutant zum Generalkommando des IX. Armee-Korps. In dieser Position nahm er am Deutsch-französischen Krieg 1870/71 teil und wurde am 22. Dezember 1870 zum überzähligen Major befördert. Für sein Wirken erhielt er beide Klassen des Eisernen Kreuzes sowie die Berechtigung zum Tragen des Mecklenburgischen Militärverdienstkreuz II. Klasse und des Ritterkreuzes I. Klasse des Verdienstordens Philipps des Großmütigen.
Zum 14. Dezember 1871 erfolgte die Entbindung von seinem Kommando. Er wurde à la suite des Regiments gestellt und nach Württemberg zur Verwendung als etatmäßiger Stabsoffizier beim 1. Ulanen-Regiment (König Karl) Nr. 19 kommandiert. Für diesen Dienst verlieh ihm König Karl das Ritterkreuz I. Klasse seines Ordens der Württembergischen Krone mit Krone und Schwertern.
Unter Enthebung von seinem Kommando nach Württemberg wurde Kuhlwein am 23. September 1873 als etatmäßiger Stabsoffizier nach Frankfurt (Oder) in das 2. Brandenburgische Dragoner-Regiment Nr. 12 und am 16. März 1875 in gleicher Eigenschaft in das 2. Garde-Dragoner-Regiment nach Berlin versetzt. Unter Stellung à la suite der Garde-Dragoner wurde er am 2. Januar 1876 in das Herzogtum Braunschweig zur Übernahme des Kommandos über das Herzoglich Braunschweigische Husaren-Regiment Nr. 17 kommandiert. Es erfolgten seine Beförderung zum Oberstleutnant am 20. September 1876, zum Oberst ohne Patent am 7. September 1881 und die Verleihung eines Patents seiner Charge am 16. September 1881. Im März 1884 wurde Kuhlwein als Ehrenritter in den Johanniterorden aufgenommen und am 20. Mai 1884 mit dem Kronen-Orden II. Klasse ausgezeichnet. Unter Entbindung von seinem Kommando und unter Belassung à la suite des 2. Garde-Dragoner-Regiments erfolgte am 4. August 1884 seine Ernennung zum Kommandeur der 2. Kavallerie-Brigade in Danzig. In gleicher Eigenschaft wurde Kuhlwein am 4. November 1886 nach Schwerin zur 17. Kavallerie-Brigade versetzt und am 4. Dezember 1886 zum Generalmajor befördert. Er erhielt ihm Juni 1887 die Erlaubnis zur Annahme des Kommandeurkreuzes I. Klasse mit Schwertern des Ordens Heinrichs des Löwen und anlässlich seiner Thronbesteigung verlieh Kaiser Wilhelm II. ihm am 5. Mai 1888 den Roten Adlerorden II. Klasse mit Eichenlaub und Schwertern am Ringe. In Genehmigung seines Abschiedsgesuchs wurde er am 4. Dezember 1888 als Generalleutnant mit Pension zur Disposition gestellt.

### Familie
Am 31. Juli 1866 heiratete Kuhlwein in Posen Franziska Bendler (1848–1910). Aus der Ehe gingen vier Kinder hervor. Die Tochter Alice (* 1873) heiratet den späteren General der Luftnachrichtentruppe Friedrich Fahnert und der Sohn Horst (1874–1937) stieg zum Generalmajor in der Reichswehr auf.